# Charles Nkazamyampi
Charles Nkazamyampi, né le 1er novembre 1964 à Bujumbura, est un athlète burundais spécialiste du 800 mètres.

## Carrière sportive
Il remporte la médaille d'or des Championnats d'Afrique de 1992 dans le temps de 1 min 46 s 95, mais ne participe pas aux Jeux olympiques de Barcelone, le Burundi n'étant reconnu par le Comité international olympique que l'année suivante. En début de saison 1993, Charles Nkazamyampi se classe deuxième des Championnats du monde d'athlétisme en salle de Toronto derrière le Britannique Tom McKean, établissant à cette occasion la meilleure performance de sa carrière en salle avec 1 min 47 s 62.  
Il participe aux Jeux olympiques de 1996, à Atlanta, mais est éliminé au stade des demi-finales.

### Palmarès
| Année | Compétition                    | Lieu             | Place | Épreuve   |
| ----- | ------------------------------ | ---------------- | ----- | --------- |
| 1988  | Championnats d'Afrique         | Annaba           | 3e    | 4 x 400 m |
| 1992  | Championnats d'Afrique         | Belle Vue Maurel | 1er   | 800 m     |
| 1993  | Championnats du monde en salle | Toronto          | 2e    | 800 m     |

### Records
| Épreuve       | Performance   | Lieu    | Date            |
| ------------- | ------------- | ------- | --------------- |
| 800 m         | 1 min 44 s 24 |         | 27 juillet 1993 |
| 800 m (salle) | 1 min 47 s 62 | Toronto | 14 mars 1993    |